# Павлушата
Павлуша́та (рос. Павлушата) — присілок в Балезінському районі Удмуртії, Росія.

## Населення
Населення — 13 осіб (2010; 34 в 2002).
Національний склад станом на 2002 рік:
- росіяни — 97 %